# 焔の扉
「焔の扉」（ほのおのとびら）は、FictionJunction YUUKAの4枚目のシングルである。

## 収録曲
1. 焔の扉
作詞・作曲・編曲：梶浦由記
TBS系アニメ『機動戦士ガンダムSEED DESTINY』挿入歌
2. 焔の扉（hearty edition）
3. 焔の扉（instrumental edition）
4. 焔の扉（オリジナル・カラオケ）

## カバーしたアーティスト
- 石田燿子 - アルバム『Hyper Yocomix 2』に収録。